# Liste der Nummer-eins-Hits in Kanada (1965)
Diese Liste zeigt die Hitliste der 1965 erfolgreichsten Interpreten in Kanada. Grundlage war das Canadian RPM, ein Musikmagazin.
| Singles |
| --- |
| - The Beatles – I Feel Fine - 1 Woche (28. Dezember 1964 – 3. Januar 1965) - Little Anthony and the Imperials – Goin' Out of My Head - 1 Woche (4. Januar – 10. Januar) - The Supremes – Come See About Me - 1 Woche (11. Januar – 17. Januar) - Gerry & The Pacemakers – I’ll Be There - 1 Woche (18. Januar – 24. Januar) - The Righteous Brothers – You’ve Lost That Lovin' Feeling - 1 Woche (25. Januar – 31. Januar) - Petula Clark – Downtown - 1 Woche (1. Februar – 7. Februar) - Jay and the Americans – Let’s Lock the Door - 1 Woche (8. Februar – 14. Februar) - The Four Seasons – Jolly Green Giant - 1 Woche (15. Februar – 21. Februar) - The Kingsmen – Bye, Bye, Baby (Baby Goodbye) - 1 Woche (22. Februar – 28. Februar) - Georgie Fame & the Blue Flames – Yeh Yeh - 1 Woche (1. März – 7. März) - The Beatles – Eight Days a Week - 2 Wochen (8. März – 21. März) - The Guess Who (auch Chad Allan & the Expressions) – Shakin’ All Over - 3 Wochen (22. März – 11. April) - Petula Clark – I Know a Place - 1 Woche (12. April – 18. April) - Herman’s Hermits – Mrs. Brown, You’ve Got a Lovely Daughter - 1 Woche (19. April – 25. April) - Freddie and the Dreamers – I’m Telling You Now - 1 Woche (26. April – 2. Mai) - Herman’s Hermits – Silhouettes - 1 Woche (3. Mai – 9. Mai) - Unit 4 + 2 and Eddie Rambeau – Concrete & Clay - 1 Woche (10. Mai – 16. Mai) - The Beatles – Ticket to Ride - 3 Wochen (17. Mai – 6. Juni) - The Beach Boys – Help Me, Rhonda - 1 Woche (7. Juni – 13. Juni) - The Supremes – Back in My Arms Again - 1 Woche (14. Juni – 20. Juni) - The Yardbirds – For Your Love - 1 Woche (21. Juni – 27. Juni) - Bobby Vinton – L-O-N-E-L-Y - 1 Woche (28. Juni – 4. Juli) - Herman’s Hermits – Wonderful World - 1 Woche (5. Juli – 11. Juli) - Jay and the Americans – Cara Mia - 1 Woche (12. Juli – 18. Juli) - Johnny Rivers – The Seventh Son - 1 Woche (19. Juli – 25. Juli) - Jackie DeShannon – What the World Needs Now - 1 Woche (26. Juli – 1. August) - Tom Jones – What’s New Pussycat - 1 Woche (2. August – 8. August) - Billy Joe Royal – Down in the Boondocks - 1 Woche (9. August – 15. August) - Gary Lewis & the Playboys – Save Your Heart for Me - 1 Woche (16. August – 22. August) - Sonny & Cher – I Got You Babe - 1 Woche (23. August – 29. August) - The Beatles – Help! - 1 Woche (30. August – 5. September) - Eddie Rambeau – My Name is Mud - 1 Woche (6. September – 12. September) - Barry McGuire – Eve of Destruction - 1 Woche (13. September – 19. September) - The Fortunes – You’ve Got Your Troubles - 1 Woche (20. September – 26. September) - Roy Orbison – Ride Away - 1 Woche (27. September – 3. Oktober) - Sonny – Laugh At Me - 1 Woche (4. Oktober – 10. Oktober) - Sonny & Cher – Baby Don’t Go - 2 Wochen (11. Oktober – 24. Oktober) - The Toys – A Lover’s Concerto - 2 Wochen (25. Oktober – 31. Oktober) - Billy Joe Royal – Knew You When - 1 Woche (1. November – 7. November) - Bob Dylan – Positively 4th Street - 2 Wochen (8. November – 21. November) - Rolling Stones – Get Off of My Cloud - 1 Woche (22. November – 28. November) - The Walker Brothers – Make it Easy on Yourself - 2 Wochen (29. November – 12. Dezember) - Little Caesar and the Consuls – You Really Got a Hold on Me - 1 Woche (13. Dezember – 19. Dezember) - Little Caesar and the Consuls – Don’t Think Twice, It’s All Right - 1 Woche (20. Dezember – 26. Dezember) - The Dave Clark Five – Over and Over - 1 Woche (27. Dezember 1965 – 2. Januar 1966) |